# Dodo Teatro

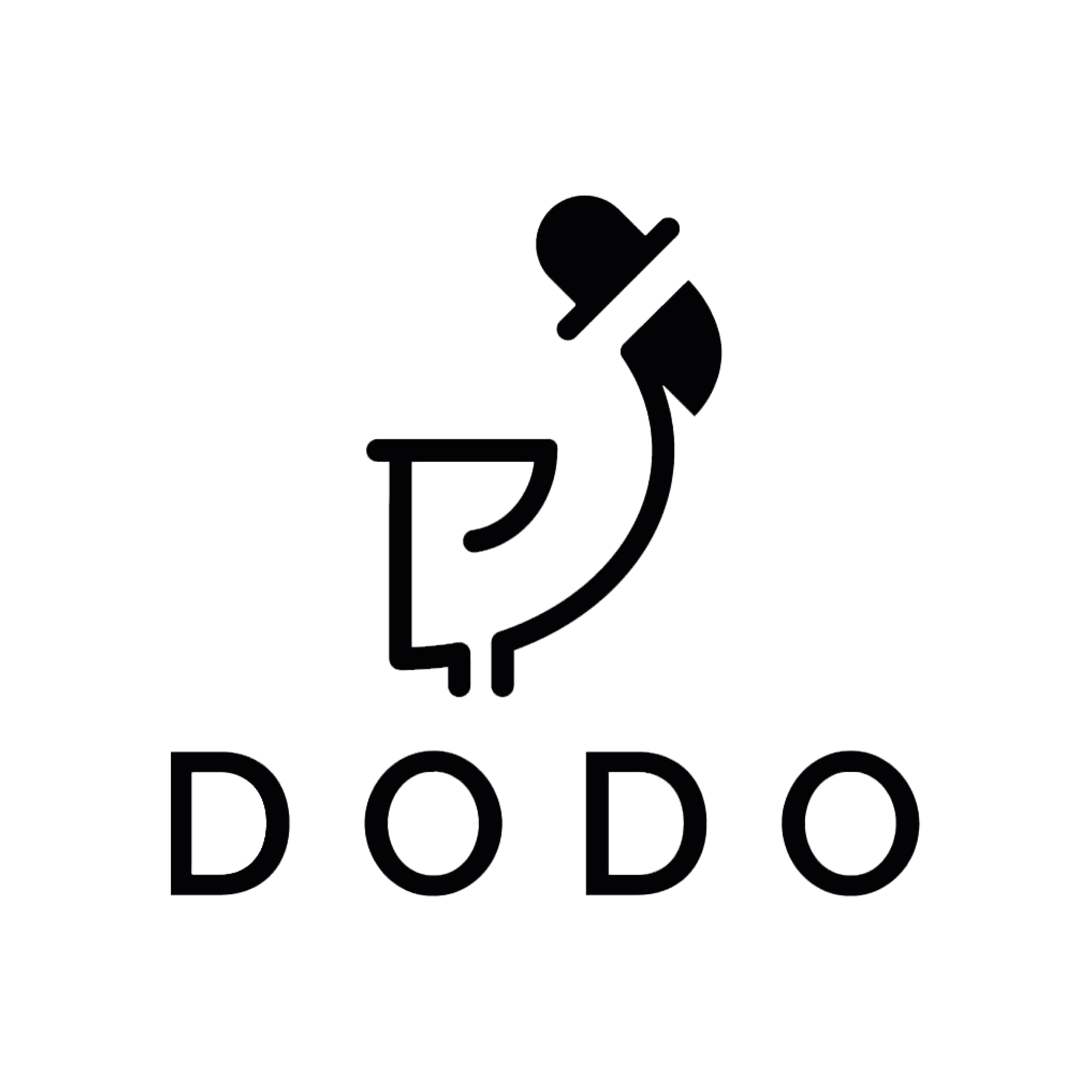
La imagen representa la apropiación simbólica que el grupo teatral hace del dodo (Raphus cucullatus).

Dodo Teatro (legalmente constituida como Corporación Artística DODO) es un grupo teatral de Buga (Colombia) fundado en mayo de 2012 por Bray Salazar. Está conformado por un equipo artístico multidisciplinar, con miembros provenientes de áreas como la literatura, la comunicación social, la historia, la fotografía, la ilustración y, por supuesto, el teatro. En su trabajo escénico, centrado principalmente en el teatro de sala, han explorado los lenguajes y las narrativas transmedia para potenciar la experiencia del espectador. Además, son los fundadores y productores del Festival Internacional de Teatro "Buga en Escena".  
Sus montajes más notables han sido "Nimbus: El Pueblo de las Nubes", "La vida que seremos"y "Sukker, INC." y "Páramo 965" todos apoyados por el Ministerio de Cultura de Colombia.

## Historia

#### Orígenes: La Estación (2012–2016)
La Corporación Artística Dodo tiene sus raíces en enero de 2012, cuando inició como una promotoría cultural de la Alcaldía Municipal de Guadalajara de Buga. El grupo, liderado por Bray Salazar, licenciado en Arte Dramático de la Universidad del Valle, ensayaba en la Antigua Estación del Ferrocarril, un espacio nocturno y solitario que favorecía el trabajo teatral constante. Este lugar dio origen al primer nombre del colectivo: La Estación.

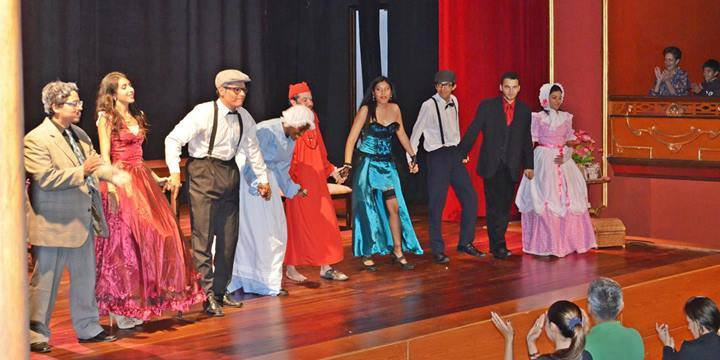
Venia al final de "El enfermo imaginario", presentada en marzo de 2014 en el Teatro Municipal de Buga "Ernesto Salcedo Ospina".

Los procesos formativos y creativos de la promotoría ganaron pronto reconocimiento local, atrayendo a personas interesadas en el teatro como una búsqueda seria más allá del ocio. Durante esta etapa, el grupo presentó montajes como “El avaro” (2012), “El enfermo imaginario” (2013) y “La importancia de llamarse Ernesto” (2014), que reflejaban un enfoque pedagógico y una inclinación por la comedia, elemento clave para conectar con un público bugueño con escasa tradición teatral.
En 2015, el grupo se desvinculó de la Alcaldía para avanzar hacia la independencia y profesionalización. Conservando el nombre “La Estación”, ensayaron en espacios alternativos: casas de los integrantes, espacios municipales, bares y parques y comenzaron a consolidar la base actoral que sería parte de su estructura futura.

#### Transformación en Dodo Teatro (2017–2019)
En mayo de 2017, el colectivo decidió cambiar su rumbo y adoptar el nombre Dodo Teatro, inspirado en el ave extinta de las islas Mauricio, símbolo de la fragilidad y la resistencia cultural. El primer montaje de esta nueva etapa fue “Nuestra Señora de las Nubes” (2017), que años más tarde sería reinterpretado como “Nimbus: El Pueblo de las Nubes” (2021), obra profundamente ligada a la ruralidad de Buga y su historia política y social.
En este periodo, el grupo consolidó su base actoral y comenzó a cobrar entradas, gestionando pequeñas temporadas de micro teatro en su sede y en espacios no convencionales, como una casona del centro histórico y un bar. En 2018, Dodo Teatro exploró textos de Tennessee Williams y George Bernard Shaw, ampliando su propuesta hacia un diseño escenográfico más complejo.
En 2019, la compañía realizó montajes como “Farsa y justicia del señor corregidor” y “El origen de las maneras de mesa”, incorporando diseño de luces y ambientación sonora. Paralelamente, continuó su búsqueda de un espacio escénico permanente, mudándose varias veces en este proceso.

#### Constitución legal y adaptación a la pandemia (2020–2021)
En marzo de 2020, pocos días antes de la emergencia sanitaria por COVID-19, el grupo se constituyó legalmente como Corporación Artística Dodo. La pandemia interrumpió sus actividades presenciales, pero impulsó una transición a la virtualidad. Los encuentros pedagógicos y creativos se trasladaron a plataformas de videollamada, donde surgió una nueva exploración escénica.
Tras una serie de lecturas dramáticas virtuales, Dodo Teatro desarrolló montajes para escenarios digitales, comenzando con la adaptación de “La orgía” de Enrique Buenaventura para Google Meet. La compañía profundizó en las posibilidades dramáticas de las mediaciones tecnológicas desde una perspectiva de cibercultura. En 2021, con apoyo del Ministerio de Cultura, llevó a cabo su primer proyecto transmedia, “El Show de la Familia Perry”, que combinó funciones en vivo a través de Zoom con una página web con contenidos audiovisuales, sonoros y literarios que expandían la narrativa de la obra.

#### Expansión y gestión cultural (2022–2023)
En enero de 2022, la corporación inauguró el Centro Cultural Hybris, en alianza con la Corporación Palabra Activa, un espacio independiente para ensayos, funciones y talleres artísticos. Ubicada en una casona típica de la época hispánica cerca del Teatro Municipal de Buga, esta sede albergó un escenario de formato mediano y actividades abiertas al público. El convenio culminó en diciembre de 2022, dando paso a una etapa de cambios de sede durante 2023, incluida una pequeña casa colonial cerca a la Basílica del Señor de los Milagros, utilizada en la segunda mitad del año.
Este período consolidó la faceta de la corporación como gestora cultural, liderada principalmente por Edward Valencia, comunicador social y periodista de la Universidad del Valle, y fortaleció su participación en convocatorias públicas y privadas, con el objetivo de financiar su quehacer artístico y ampliar su proyección más allá de Buga.

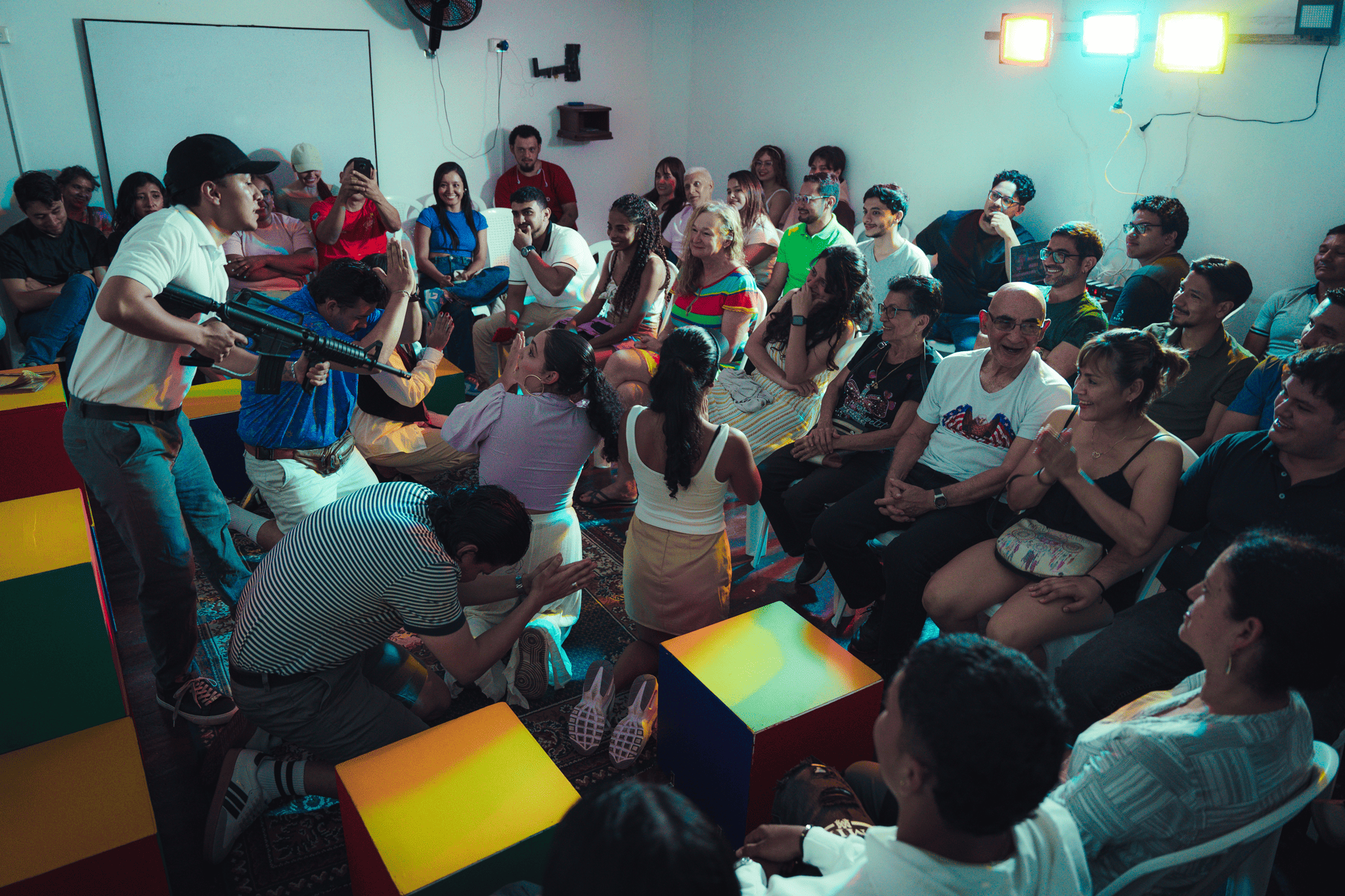
"Adulterios" de Woody Allen, dirigida por Bray Salazar y protagonizada por todo el elenco de Dodo Teatro.

#### Casa Dodo y proyección actual (2024–presente)
En enero de 2024, la corporación se trasladó a Casa Dodo, su sede actual: un edificio de tres pisos que funciona como espacio de creación, formación y circulación artística. Esta etapa representa la consolidación de un proceso iniciado más de una década atrás, con la intención de mantener vivo el teatro en Buga y vincular nuevas disciplinas artísticas a su propuesta.
Hoy, la Corporación Artística Dodo continúa desarrollando procesos creativos, pedagógicos y de gestión cultural, y proyecta su trabajo hacia la construcción de un ecosistema teatral sostenible en la región.

## Dodo: la apropiación de un símbolo de resistencia

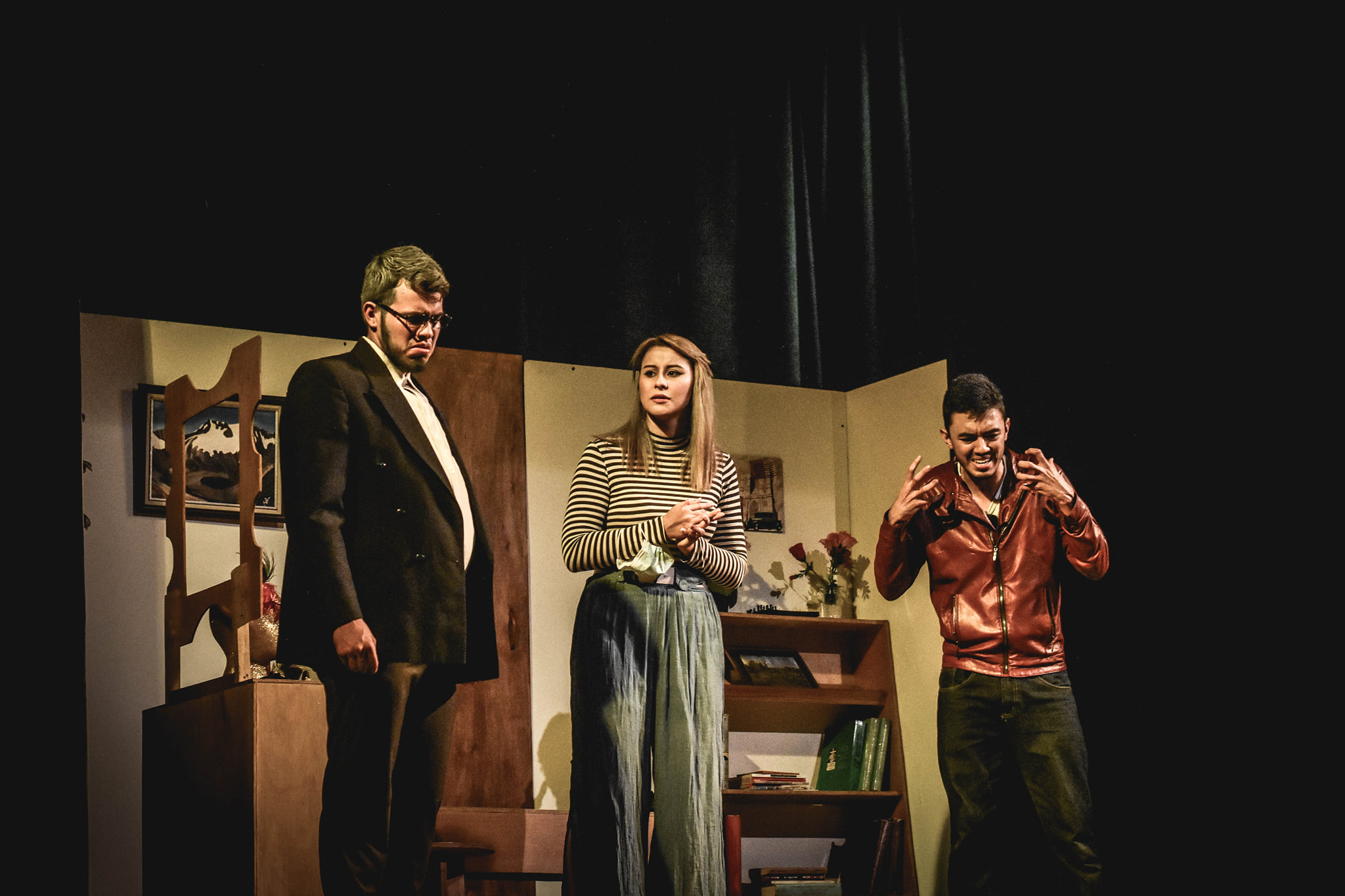
"Así mintió él al esposo de ella" (2018), comedia de Bernard Shaw dirigida por Bray Salazar y protagonizada por Edward Valencia, Ana Hurtado y Julián Benítez.

El nombre de Dodo Teatro hace referencia a un ave endémica de las islas Mauricio, cuya fragilidad ante la llegada de los europeos la llevó a su extinción a fines del siglo XVII. El dodo se convirtió en un símbolo de la extinción provocada por humanos. El teatro, en Colombia, ha sufrido durante muchos años las consecuencias de la industria masiva del entretenimiento; el buen teatro se ha reducido a un pequeño dodo que hoy pocas personas tienen la oportunidad de conocer. Dodo Teatro acogió este símbolo y transformó su quehacer, en la búsqueda de un horizonte profesional y artístico al nivel de compañías teatrales más grandes.
El primer montaje de esta etapa fue "Nuestra Señora de las Nubes" (2017), obra que años después sería reinterpretada por el grupo para crear "Nimbus: El Pueblo de las Nubes" (2021), un montaje profundamente enraizado con la ruralidad de Buga y su historia política y social. Con una base actoral más consolidada y un público local formado desde el 2012, el grupo comenzó a cobrar entradas y a generar pequeñas temporadas de microteatro en su sede y en espacios no convencionales, como una casona del centro histórico y un bar de la misma zona. En 2018 abordaron dos autores de la literatura en habla inglesa: Tennessee Williams y George Bernard Shaw, y dieron un paso más allá del trabajo actoral, con el abordaje del diseño escenográfico. 
En 2019 ya había cambiado de casa dos veces, siempre con la intención de llegar a consolidar un espacio escénico con oferta permanente. Los montajes de este año ("Farsa y justicia del señor corregidor" y "El origen de las maneras de mesa") exploraron el diseño de luces y la ambientación musical y sonora, dos nuevos elementos que se sumaban a la búsqueda expresiva de Dodo Teatro. A inicios de 2020, el grupo se constituye legalmente, con el objetivo de acceder a convocatorias públicas y darle más formalidad y organización a su trabajo creativo.

#### Corporación Artística Dodo

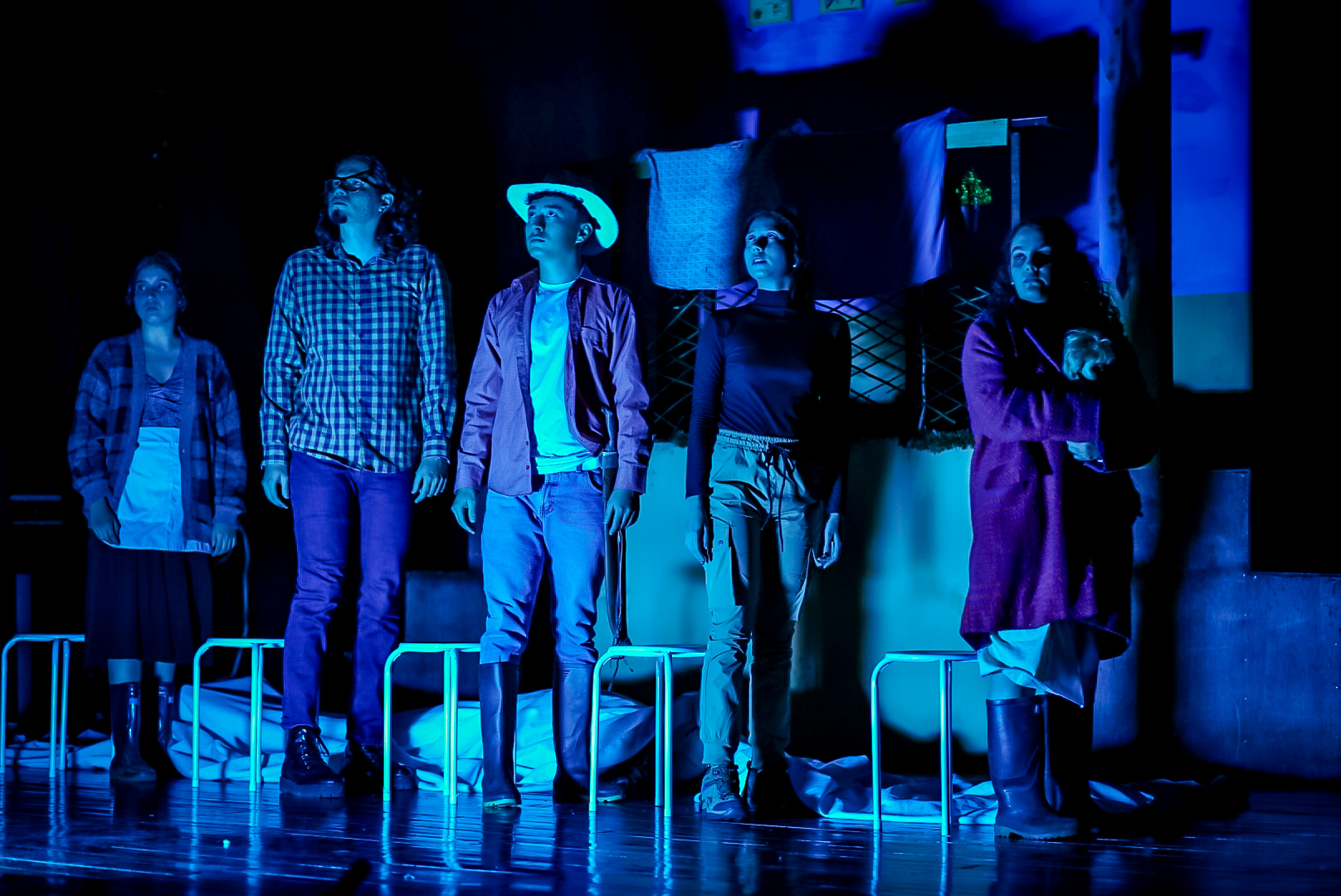
"Páramo 965" escrita por Edward J. Valencia, dirigida por Bray Salazar y protagonizada por Julián Benítez, Juan Camilo González Rayo, Salomé Cubillos Rojas, Alejandro Sierra, Valentina Caro Tigreros y Andrea Rodríguez Osorio.

Esta nueva etapa del grupo supuso una consolidación definitiva del equipo base y el inicio de labores en el terreno de la gestión cultural, principalmente liderada por Edward Valencia, comunicador social y periodista de la Universidad del Valle. Un nuevo horizonte se abría para Dodo Teatro: ahora sus actividades no se limitarían a la creación artística, sino a la gestión de su propio trabajo entendido en un circuito más amplio de ofertas culturales. Esto implicó, primero, que los miembros observaran y redescubrieran la pertinencia social del trabajo teatral del grupo, y, segundo, proyectarse más allá de Buga, en la búsqueda de convocatorias privadas y públicas con las cuales financiar sus montajes escénicas. Poco después de crear la Corporación, Wuhan, la ciudad china, comenzó a sonar en todos los noticieros colombianos. Se aproximaba la transformación más radical que ha vivido Dodo Teatro.

## Montajes escénicos

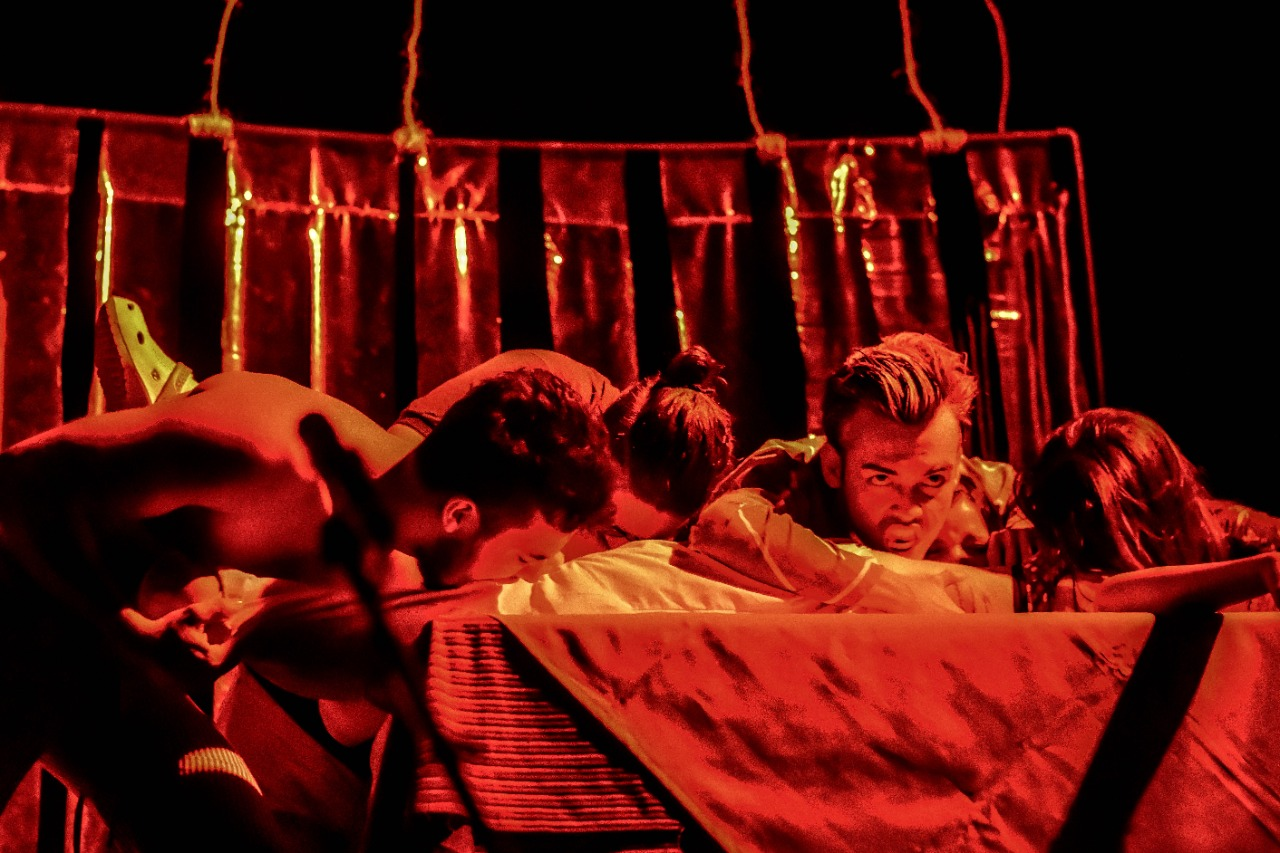
Escena de "La vida que seremos", obra de teatro transmedia.

#### Montajes
- "El avaro", de Molière (2012)
- "El enfermo imaginario", de Molière (2013 y 2022)
- "Las mujeres son cosa de mujeres y los hombres también", de Ana Maugeri (2014)
- "La autopsia", de Enrique Buenaventura (2014)
- "La importancia de llamarse Ernesto", de Oscar Wilde (2014 y 2024)
- "La trampa", de Luigi Pirandello (2015)
- "La orgía", de Enrique Buenaventura (2016)
- "La ahogada", "El oso", "La prueba" y "El arreglo", de Antón Chéjov (2017)
- "Nuestra Señora de las Nubes", de Aristides Vargas (2017)
- "Así mintió él al esposo de ella", de George Bernard Shaw (2018)
- "El caso de las petunias pisoteadas", de Tennessee Williams (2018)
- "Hombres en escabeche", de Ana Istarú (2018)
- "El origen de las maneras de mesa", de Marco Antonio de la Parra (2019 y 2023)
- "Farsa y justicia del señor corregidor", de Alejandro Casona (2019)
- "Adulterios", de Woddy Allen (2025)

#### Montajes transmedia

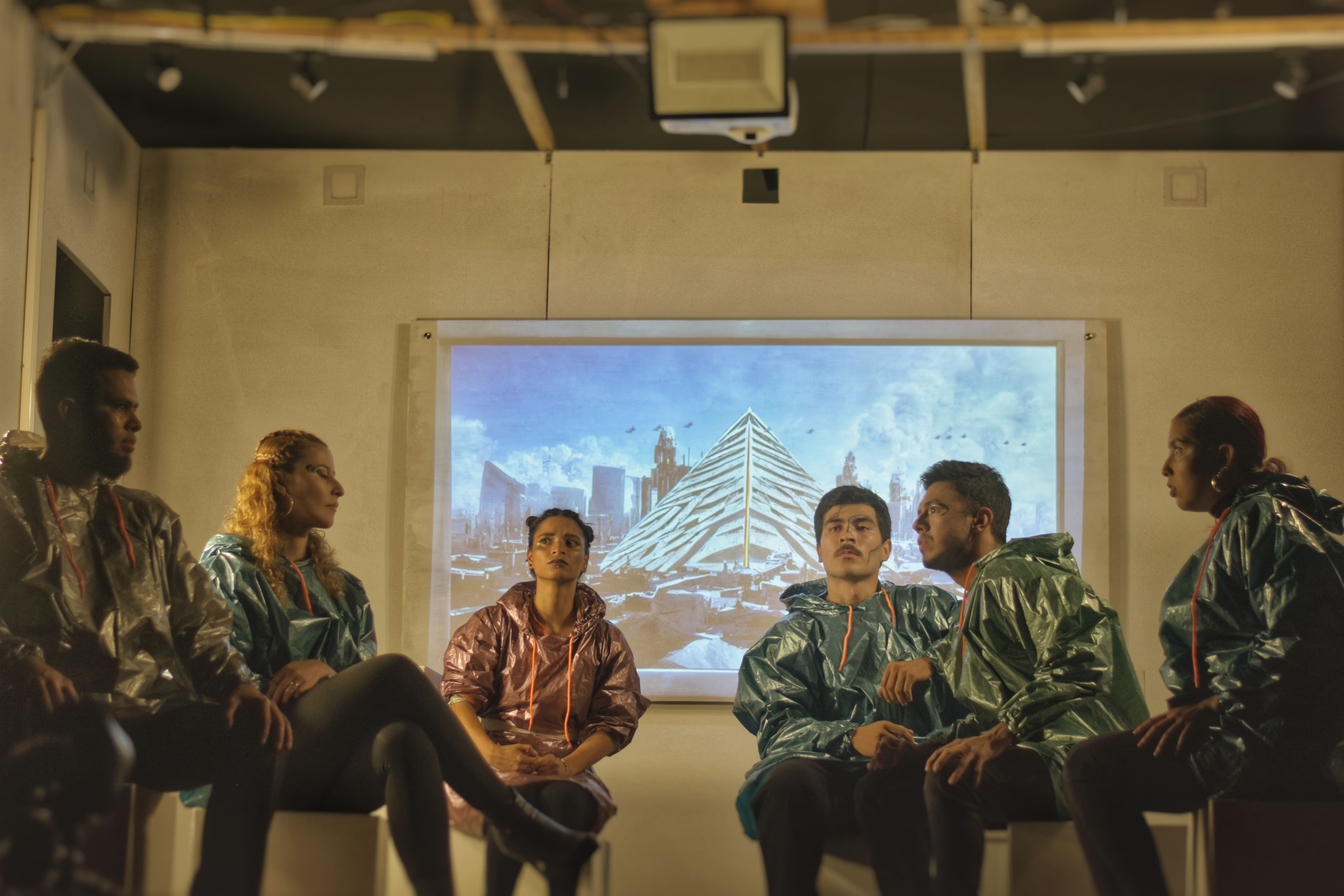
"Sukker, INC." de Edward J. Valencia, dirigida por Bray Salazar y protagonizada por todo el elenco de Dodo Teatro.

- "El Show de la Familia Perry", montaje transmedia para escenarios virtuales inspirado en "(Estamos) en el aire", de Marco Antonio de la Parra (2020)
- "Nimbus: El Pueblo de las Nubes Archivado el 23 de enero de 2022 en Wayback Machine.", montaje transmedia inspirado en "Nuestra Señora de las Nubes", de Aristides Vargas (2021)
- "La vida que seremos", montaje transmedia inspirado en "El origen de las maneras de mesa", de Marco Antonio de la Parra (2021)
- "Sukker, INC.", montaje transmedia  escrito por Edward J. Valencia inspirado en Un enemigo del pueblo, de Henrik Ibsen (2022)
- "Páramo 965", montaje transmedia escrito por Edward J. Valencia, inspirado en el accidente del Vuelo 965 de American Airlines de 1995 (2023 - 2024)

## Teatro transmedia

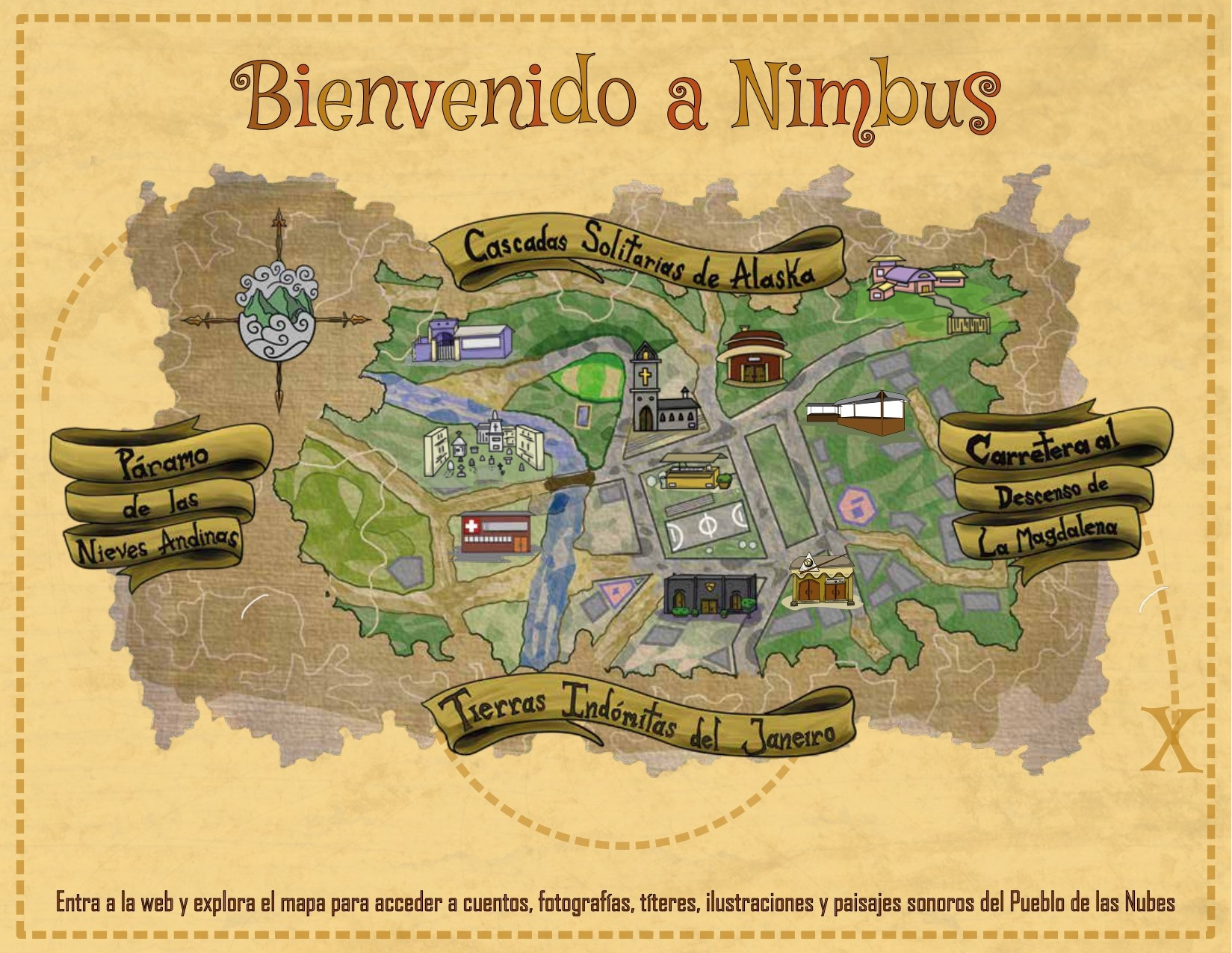
Mapa web del pueblo ficcional de Nimbus. El espectador-usuario explora las locaciones para acceder a los contenidos transmedia.

Debido a la pandemia de COVID-19, Dodo Teatro detuvo sus reuniones y ensayos presenciales en marzo de 2020 y dio un salto a la virtualidad. Adaptó sus encuentros pedagógicos, prácticos y creativos al universo de las videollamadas. Lejos de querer filmar sus puestas en escena para transmitirlas por video, el grupo ahondó en las posibilidades eventualmente dramáticas que podía detonar el uso creativo de los nuevos medios tecnológicos y las mediaciones que los atravesaban, haciendo un análisis desde la cibercultura. Una vez optimizadas las estrategias digitales para el desarrollo de las actividades del grupo, comenzaron una serie de lecturas dramáticas en las que invitaban a los espectadores a unirse a través de una videollamada. Con el paso de las semanas, transformaron estas lecturas dramáticas en lo que denominaron montajes teatrales en escenarios virtuales, en un intento por darle nombre a su actividad emergente. El primero montaje de este tipo fue una adaptación para la plataforma Google Meet que hicieron de su propio montaje presencial de "La orgía" (de Enrique Buenaventura).
En adelante, realizaron más montajes para escenarios virtuales en plataformas de videollamadas, mudándose pronto a Zoom, por su abanico más amplio de herramientas. En agosto de 2021 ganaron una convocatoria con el Ministerio de Cultura, con la cual pudieron darle forma a su primer proyecto transmedia: "El Show de la Familia Perry". Para este montaje, continuaron usando el dispositivo de las videollamadas, frente a la situación de aislamiento social y con la intención de conectar en directo con el público. Además, dieron su primer paso en las narrativas transmedia. Crearon una página web con contenidos audiovisuales, sonoros, fotográficos y literarios que expandían el universo dramático de la obra, al tiempo que le permitían al espectador-usuario encontrar pistas para el enigma que planteaba la historia de los Perry.

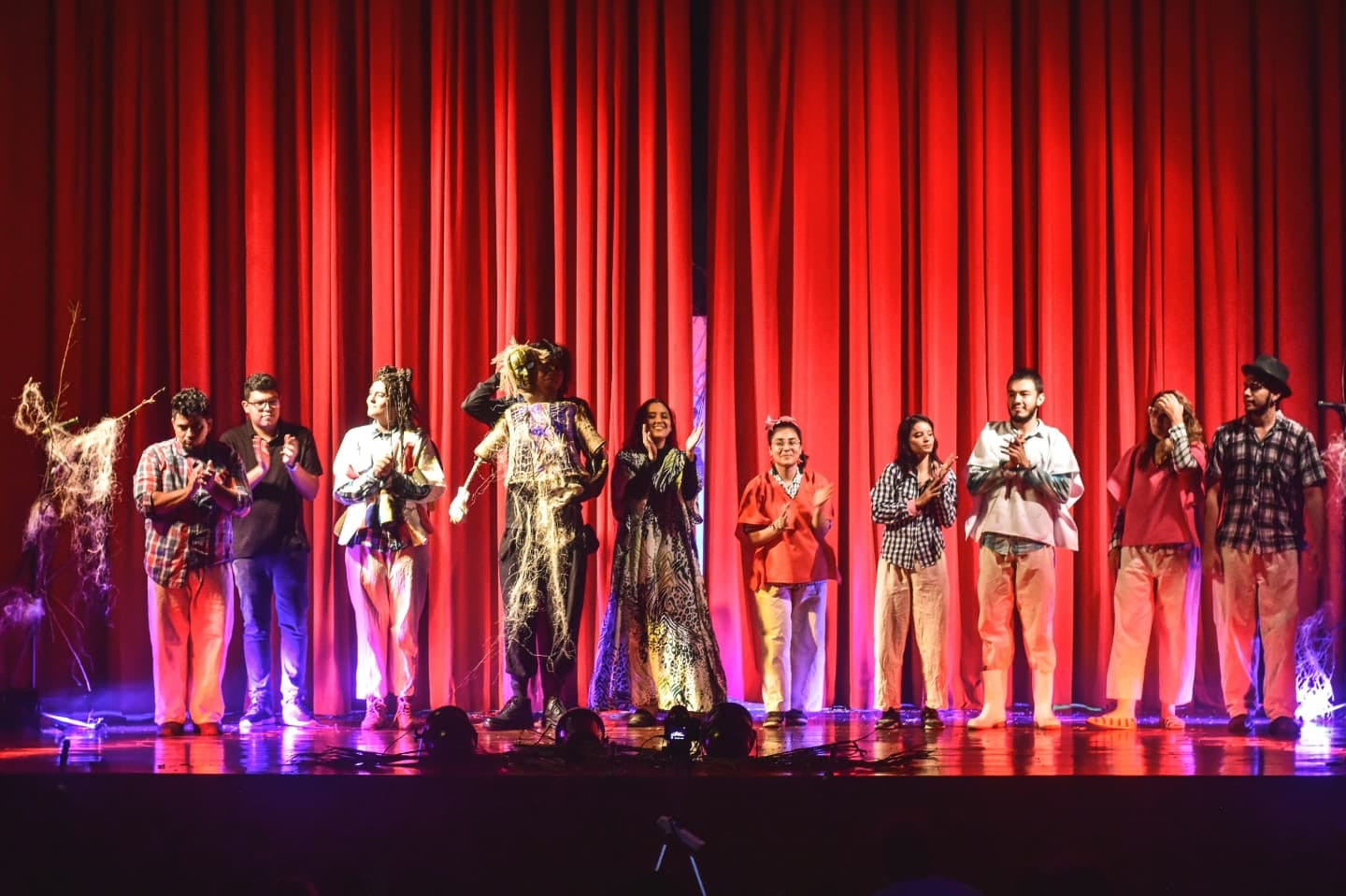
Estreno de "Nimbus: El Pueblo de las Nubes" el 31 de agosto de 2021, en el Teatro Municipal de Buga "Ernesto Salcedo Ospina".

Luego, vino una segunda experiencia con el teatro transmedia, esta vez a través de un montaje presencial. "Nimbus: El Pueblo de las Nubes" supuso el regreso a las tablas en 2021, cuando la pandemia empezó a amainar por el inicio de las vacunaciones. Este montaje, que aborda el tema del conflicto armado que vivió la zona rural montañosa de Buga a través de una serie de escenas concatenadas sobre el exilio político y la pandemia, contempla dos elementos transmediales: una puesta en escena itinerante y una página web que alberga un mapa en donde los espectadores-usuarios pueden explorar el pueblo y acceder a contenidos audiovisuales, sonoros, gráficos, fotográficos y literarios sobre el universo de la obra. Este montaje fue bien recibido por los medios de comunicación regionales y ha circulado tanto en Buga y sus zonas rurales, como en el centro del Valle del Cauca.
"La vida que seremos" supuso una tercera aproximación a los lenguajes transmedia, esta vez a partir de un montaje ya existente. La estrategia adoptada esta vez fue la creación de unos diarios, unas cartas y unos recetarios de los personajes, que les permitirían a los espectadores-usuarios profundizar en el universo de la violencia familiar planteada por la obra y entender de otra manera la historia. Así, la página web transmedia brindaba una perspectiva diferente sobre los personajes, gracias al baúl y al álbum que se diseñaron digitalmente.

## Festival Internacional de Teatro "Buga en Escena"[14]

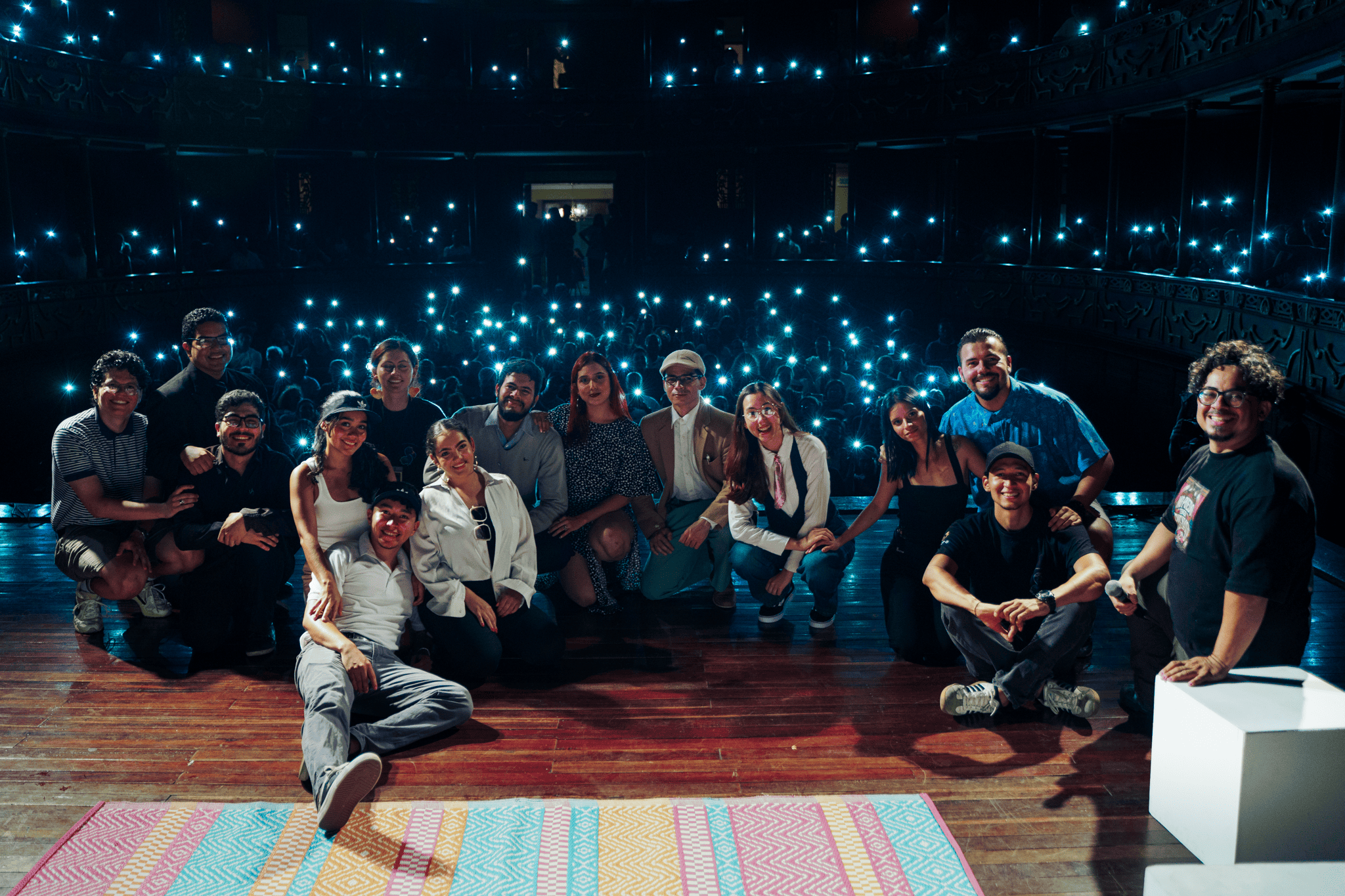
"Adulterios" de Woody Allen, dirigida por Bray Salazar y protagonizada por todo el elenco de Dodo Teatro. Foto de la apertura del Tercer Festival Internacional de Teatro 'Buga en Escena' (2025).

El Festival Internacional de Teatro “Buga en Escena” (FITBE) es un evento cultural que tiene lugar cada año en marzo en Guadalajara de Buga, Valle del Cauca, conocida como la “Ciudad Señora” de Colombia. Es producido por la Corporación Artística Dodo, encargada de su realización desde la primera edición en 2023. A partir de su tercera versión, el festival pasó de tener un alcance nacional a consolidarse como un evento de carácter internacional.

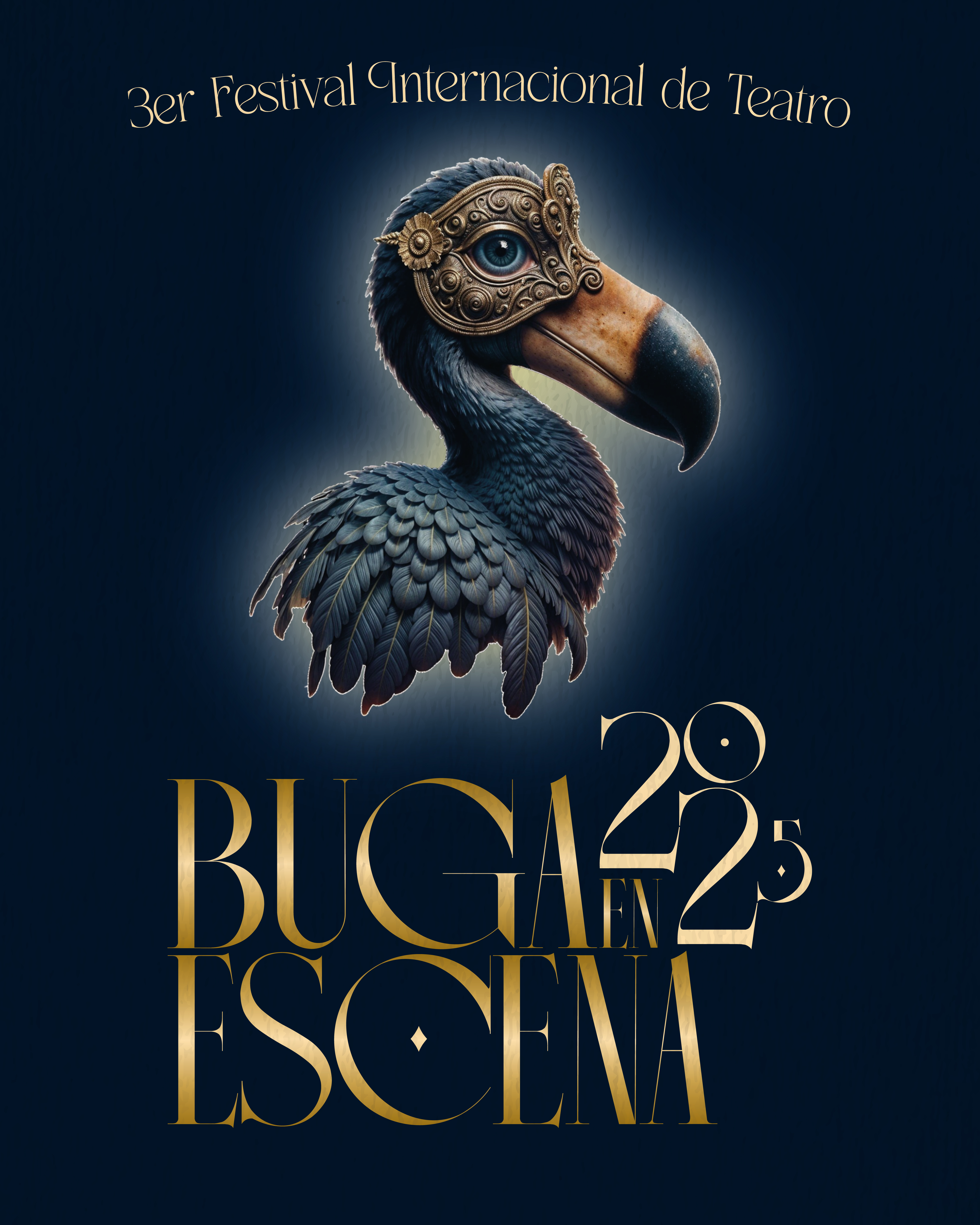
Flyer de expectativa para la tercera versión del festival (2025).

En pocos años, FITBE se ha posicionado como uno de los encuentros de artes escénicas de mayor crecimiento en la región y avanza hacia convertirse en uno de los festivales de teatro más importantes del suroccidente colombiano. Su creación surgió como parte de la celebración de un renacer de las artes escénicas en Buga, ciudad que vivió un auge teatral en la década de 1990 con iniciativas como el Encuentro Intercolegial de Teatro. Este impulso decayó con los años, pero tomó un nuevo rumbo en 2011 con el retorno de Bray Marcelo Salazar, quien inició el proceso que posteriormente daría vida a Dodo Teatro, con la meta de abrir y sostener espacios para que el teatro y las artes escénicas permanezcan vigentes en el municipio.
El festival se distingue por una programación diversa que incluye funciones, talleres y conversatorios, diseñados para descentralizar el arte y llevarlo tanto a la zona urbana como a la rural en sus actividades diurnas y vespertinas. Las funciones nocturnas, por su parte, congregan a toda la comunidad en el Teatro Municipal Ernesto Salcedo Ospina, donde se realizan la apertura y el cierre de cada edición.

### I Festival Nacional de Teatro “Buga en Escena”

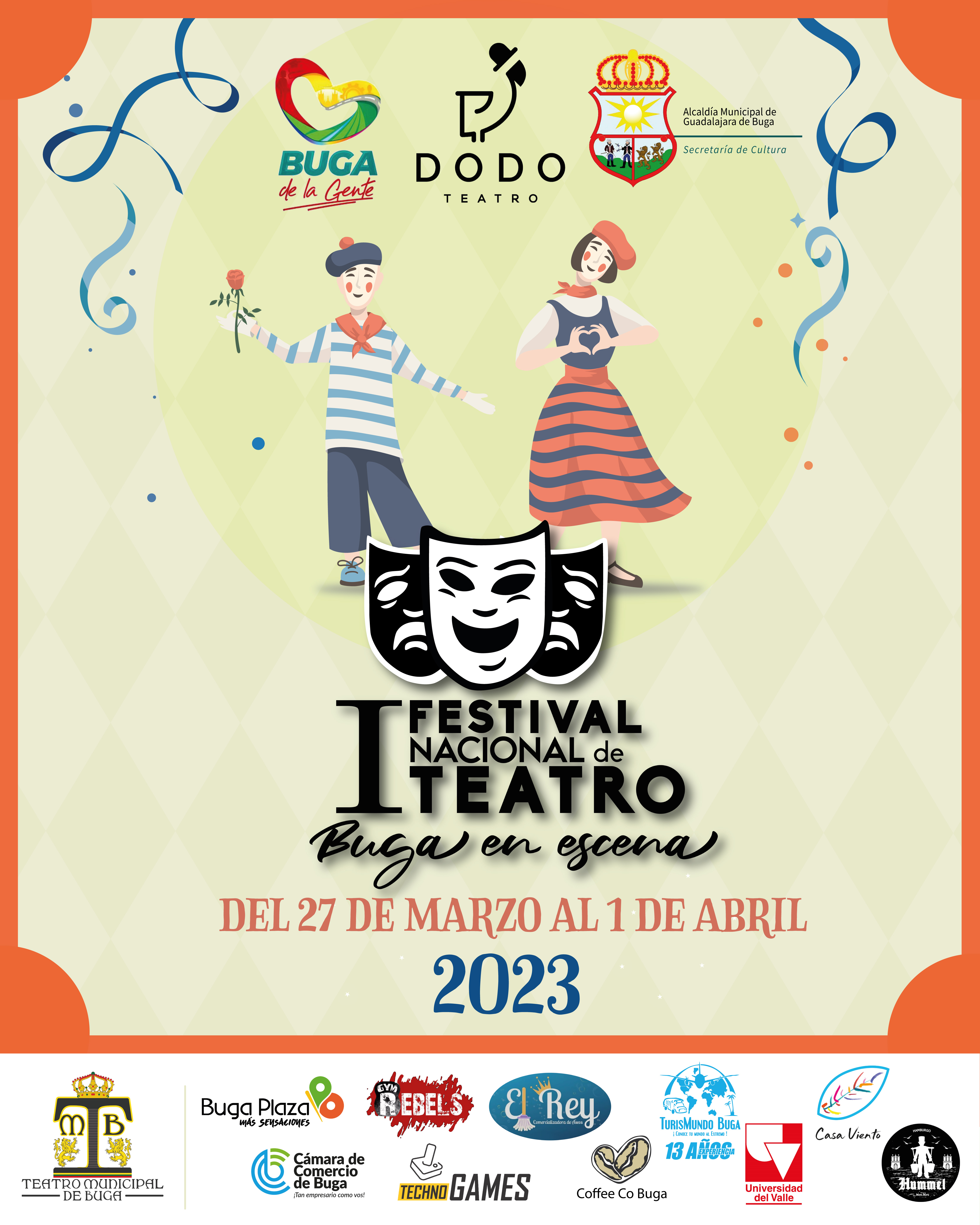
Flyer de la primera Festival Nacional de Teatro "Buga en Escena" (2023).

Se celebró del 27 de marzo al 1 de abril de 2023, marcando un hito como el primer festival de teatro en Guadalajara de Buga. Con la participación de 10 agrupaciones nacionales, la primera obra en ser presentada en el Festival fue "La Vida que Seremos" a cargo de Dodo Teatro y contó con obras como "El Antipatriota" de la Universidad Antonio Nariño (Bogotá), "Ni tan burgués, ni tan gentil, ni tan hombre" de la Universidad del Valle (Buenaventura), "De armas tomar" del colectivo teatral Oxymoron (Cali), "La Maestra" de Teatro Conexión (Manizales) y "Producto Nacional" de ArtesEscénicas (Cali).

### II Festival Nacional de Teatro "Buga en Escena"

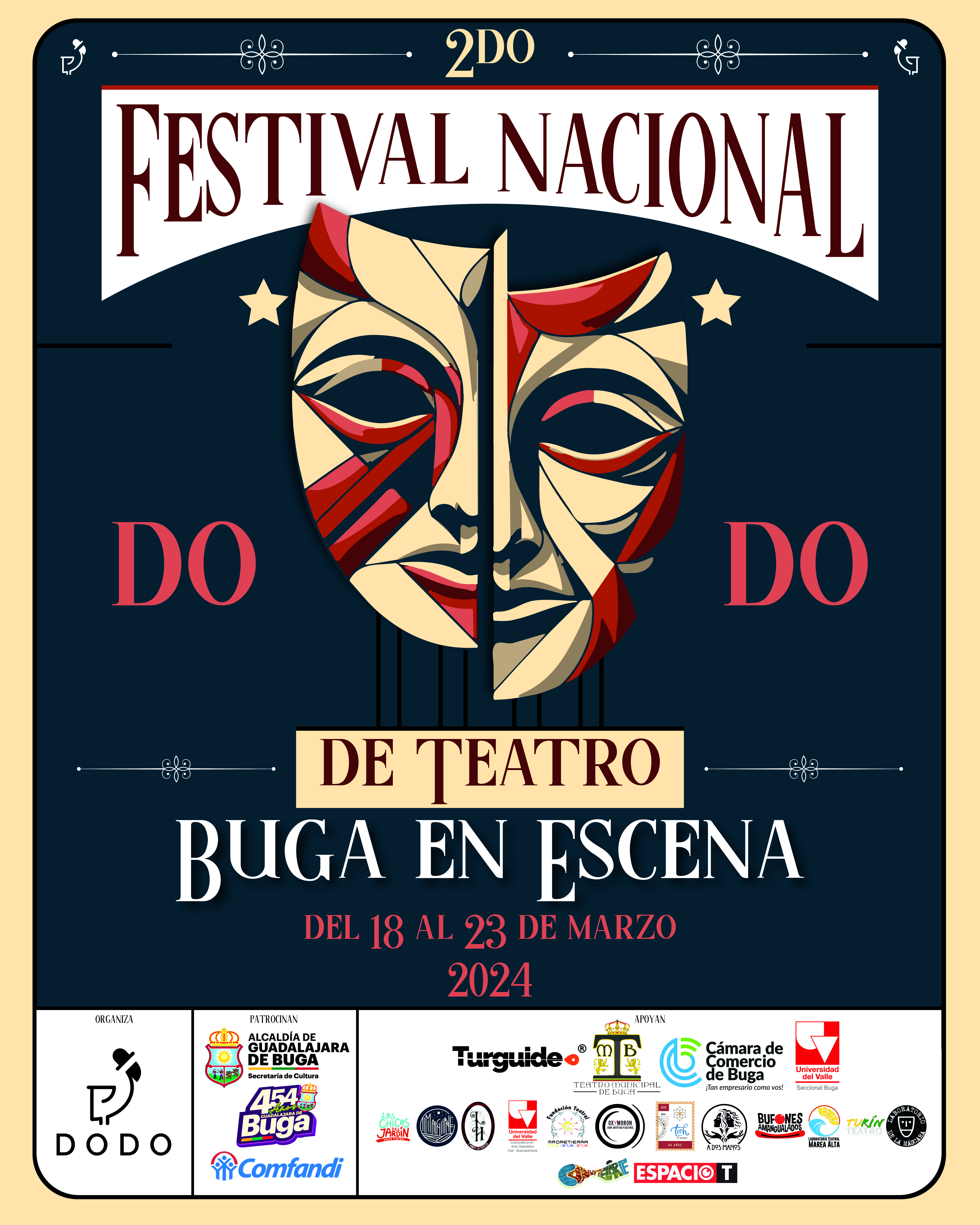
Flyer de la segunda versión del Festival Internacional de Teatro "Buga en Escena" (2024).

Realizada del 18 al 23 de marzo de 2024, contó con 11 agrupaciones y un fortalecimiento notable de su área formativa. Se desarrollaron talleres continuos como el de dramaturgia, liderado por el Laboratorio de La Máscara y la Universidad del Valle sede Buga, y el taller de improvisación "El arte de contar historias del colectivo Oxymoron". El festival consolidó nuevas audiencias, especialmente jóvenes y jóvenes adultos, que empezaron a ver el teatro como un espacio de encuentro y disfrute social. La apertura se dio con la obra "La Importancia de Llamarse Ernesto" a cargo de Dodo Teatro y esta versión contó con obras como "El enfermo imagionario" de Teatro MadreTierra (Palmira), "La más fuerte" de Teatro Tich (Manizales), "La metamorfosis" del Laboratorio Teatral Marea Alta (Buenaventura), "Amor al acecho" del colectivo teatral Oxymoron (Cali) y "Panorama desde el puente" de la Universidad del Valle (Cali).

### III Festival Internacional de Teatro "Buga en Escena"[15]

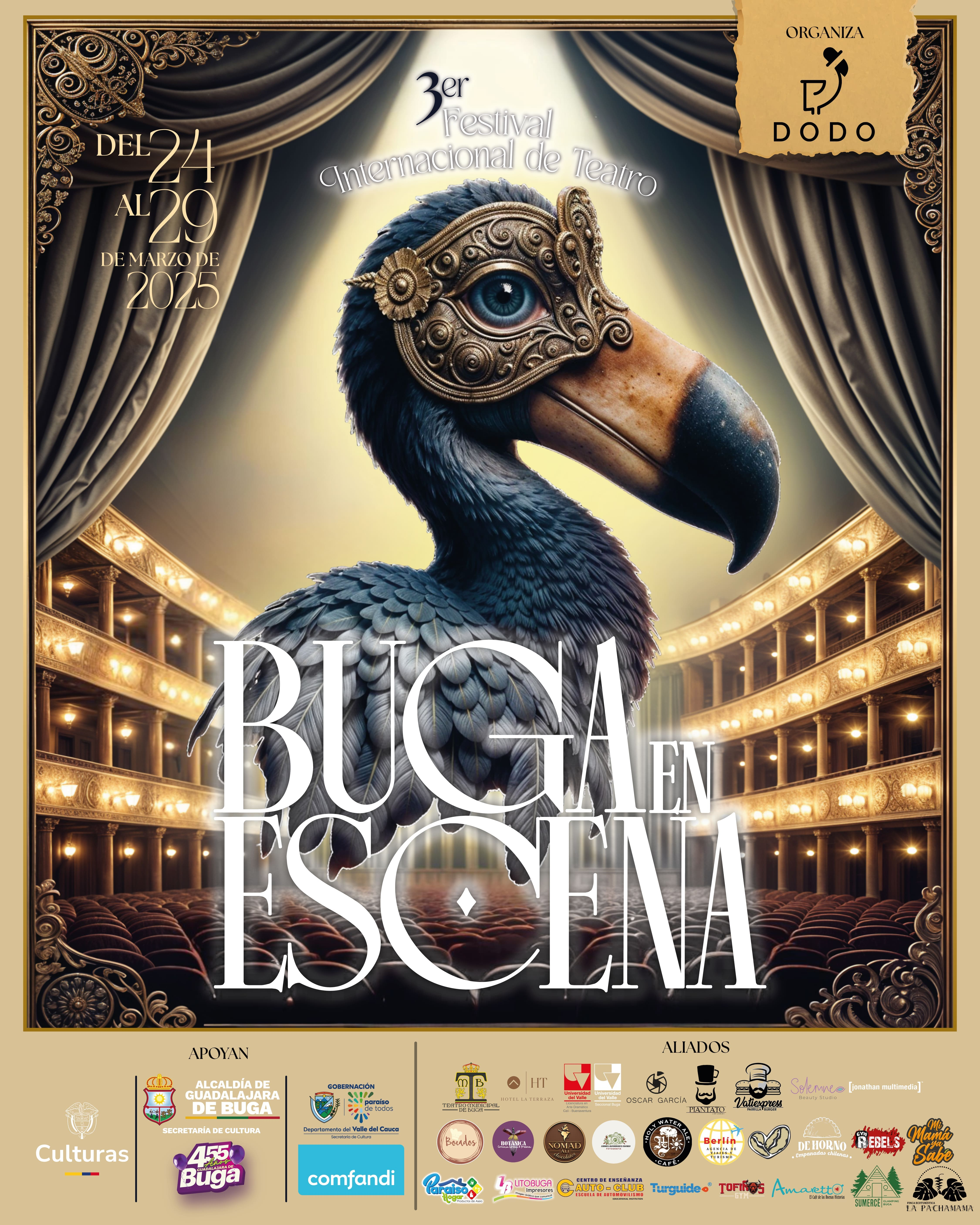
Flyer de la tercera versión del Festival Internacional de Teatro "Buga en Escena" (2025).

Del 24 al 29 de marzo de 2025, el festival alcanzó proyección internacional con la participación de 14 agrupaciones, incluyendo compañías de México, Argentina y Cuba. Se destacó la implementación del taller de Cajas Lambe-Lambe por Teteutzin Artes Vivas (México), la expansión a la zona rural de Buga con funciones en los corregimientos de La María y Chambimbal, y la primera presentación de la cohorte 2024 del DodoLab, proceso formativo gratuito de la Corporación Artística Dodo. La apertura se dio con la obra "Adulterios" (adaptación de una trilogía de textos dramatúrgicos de Woody Allen) a cargo de Dodo Teatro  y esta versión contó con obras como "La Zapatera Prodigiosa" de la Universidad del Valle (Cali), "La Siempreviva" de Rojo Teatro (Cali), "Don Cristobal y la Seña Rosita" de Teatro MadreTierra (Palmira), "A la diestra de Dios padre" de la Universidad del Valle (Buenaventura) y "Café Oscuro" de Hurón Teatro (Manizales). Para esta edición, el FITBE mantiene su sello como un espacio de encuentro entre grupos universitarios y profesionales, promoviendo la construcción colectiva de conocimiento y consolidándose como referente para el teatro en el suroccidente Colombia.